# Terminaal (boek)
Terminaal (oorspronkelijke Engelse titel: Terminal) is een boek geschreven door de Amerikaanse schrijver Robin Cook.

## Verhaal
Wanneer de student Sean Murphy stage mag lopen in een vooraanstaand ziekenhuis grijpt hij die kans met 2 handen. Maar er gebeuren rare dingen in het ziekenhuis en daarom gaat hij op onderzoek uit. Hierbij realiseert hij te laat dat hij morrelt aan het deksel van een beerput van onmetelijke diepte.